# Hrebenów (stacja kolejowa)
Hrebenów (ukr. Гребенів, ros. Гребенов) – stacja kolejowa w miejscowości Hrebenów, w rejonie stryjskim, w obwodzie lwowskim, na Ukrainie.
Stacja istniała przed II wojną światową.